# Metafísica feminista
Mientras la metafísica trata de explicar qué es el universo y cómo es, la metafísica feminista cuestiona cómo las respuestas metafísicas han apoyado el sexismo. La metafísica feminista se superpone con campos como la filosofía de la mente y la filosofía del yo. Feministas como Sally Haslanger, Ásta, y Judith Butler han tratado de explicar la naturaleza del género en aras de promover los objetivos feministas. Filósofas como Robin Dembroff y Talia Mae Bettcher han buscado explicar los géneros de las personas transgénero y no binarias.

## Constructo social
Simone de Beauvoir fue la primera teórica feminista en distinguir el sexo del género, como lo sugiere su famosa frase: “No se nace mujer, se llega a serlo". En su obra seminal El segundo sexo, de Beauvoir argumenta que, aunque las características biológicas distinguen a hombres y mujeres, estas características no causan ni justifican las condiciones sociales que perjudican a las mujeres. Desde Beauvoir, muchas feministas han argumentado que las categorías construidas refuerzan las jerarquías sociales porque parecen ser naturales. Teóricas posteriores como Judith Butler desafiarían el compromiso de De Beauvoir con la existencia presocial del sexo, argumentando que el sexo se construye socialmente al igual que el género. La metafísica feminista ha desafiado así la aparente naturalidad tanto del sexo como del género.
Otro objetivo de la metafísica feminista ha sido proporcionar una base para el activismo feminista al explicar lo que une a las mujeres como grupo. Históricamente, estas cuentas se han centrado en las mujeres cisgénero, pero las cuentas más recientes han tratado de incluir también a las mujeres transgénero. Robin Dembroff ha introducido una descripción metafísica de los géneros no binarios.